# Inger Miller
Inger Miller (Los Angeles, 12 giugno 1972) è un'ex velocista statunitense, campionessa mondiale dei 200 metri piani a Siviglia 1999.

## Biografia
È figlia dell'ex velocista giamaicano Lennox Miller, medagliato olimpico e morto nel 2004.
È stata campionessa olimpica ad Atlanta 1996 e mondiale ad Atene 1997 nella staffetta 4×100 metri, specialità in cui ha vinto anche un argento a Parigi Saint-Denis 2003. A Siviglia 1999 è stata medaglia d'oro nei 200 m piani; vanta anche un altro argento iridato, ottenuto nei 100 m piani nel 1999.

## Palmarès
| Anno | Manifestazione  | Sede        | Evento      | Risultato  | Prestazione | Note                                     |
| ---- | --------------- | ----------- | ----------- | ---------- | ----------- | ---------------------------------------- |
| 1996 | Giochi olimpici | Atlanta     | 200 m piani | 4ª         | 22"41       |                                          |
| 1996 | Giochi olimpici | Atlanta     | 4×100 m     | Oro        | 41"95       |                                          |
| 1997 | Mondiali        | Atene       | 100 m piani | 5ª         | 11"18       |                                          |
| 1997 | Mondiali        | Atene       | 200 m piani | 5ª         | 22"52       |                                          |
| 1997 | Mondiali        | Atene       | 4×100 m     | Oro        | 41"47       | Record dei campionati                    |
| 1999 | Mondiali indoor | Maebashi    | 60 m piani  | Finale     | dq          |                                          |
| 1999 | Mondiali        | Siviglia    | 100 m piani | Argento    | 10"79       | Miglior prestazione personale            |
| 1999 | Mondiali        | Siviglia    | 200 m piani | Oro        | 21"77       | Miglior prestazione personale            |
| 1999 | Mondiali        | Siviglia    | 4×100 m     | 4ª         | 42"30       |                                          |
| 2001 | Mondiali        | Edmonton    | 200 m piani | Semifinale | 22"82       |                                          |
| 2003 | Mondiali        | Saint-Denis | 4×100 m     | Argento    | 41"83       | Miglior prestazione personale stagionale |

## Campionati nazionali
- 1 volta campionessa nazionale dei 100 m piani (1999)
- 1 volta campionessa nazionale dei 200 m piani (1997)

## Altre competizioni internazionali
1996
- 7ª alla Grand Prix Final ( Milano), 100 m piani - 11"18

1997
- 4ª alla Grand Prix Final ( Fukuoka), 200 m piani - 22"44

1998
- Bronzo alla Grand Prix Final ( Mosca), 100 m piani - 11"15

1999
- Bronzo alla Grand Prix Final ( Monaco di Baviera), 200 m piani - 22"64